# Peter Zwetkoff
Peter Zwetkoff (* 14. April 1925 in Bazargic, Rumänien, heute Dobritsch, Bulgarien; † 17. Mai 2012 in Baden-Baden) war ein österreichisch-deutscher Komponist. Er schrieb die Musik zu über 400 Hörspielen und zahlreiche Bühnen- und Spielfilmmusiken.

## Leben
Zwetkoffs Vater war Bulgare, seine Mutter Tirolerin. 1926 zog die Familie nach Tirol, wo Peter Zwetkoff in Hall und Tulfes aufwuchs und das Gymnasium in Hall besuchte. Während der Zeit des Nationalsozialismus engagierte er sich mit seinem Bruder Michael im Widerstand und wurde mehrmals verhaftet und verhört.
Zwetkoff erhielt seinen ersten Klavierunterricht bei einer Großtante. Nach dem Ende des Zweiten Weltkriegs besuchte er die Musikschule in Innsbruck (Klavier bei Maria Auer und Hans Leygraf sowie Harmonielehre und Kontrapunkt bei Karl Koch) und studierte 1947/1948 an der Musikhochschule Mozarteum in Salzburg (Klavier bei Wilhelm Keller, Komposition bei Carl Orff). Danach besuchte er die Musikhochschule in München (Besuch von Kursen bei Carl Orff). Er war von 1951 bis 1954 Klavierlehrer und Leiter des Orff-Schulwerkes an der Musikschule Innsbruck.
Seit 1954 lebte er in Deutschland und arbeitete beim SWF Baden-Baden als freischaffender Hauskomponist für radiophone und filmische Aufgaben, musikdramaturgische Arbeit mit Schauspielern, Musikern, Regisseuren und Technikern. Er schrieb die Musik zu über 400 Hörspielen und zahlreiche Bühnen- und Spielfilmmusiken.
Zwetkoff galt als Meister der angewandten Komposition, die niemals nur reine Musik ist, sondern immer eng an Sprache und Handlung gebunden ist. Worte werden durch ihn mit Tönen so eingekleidet, dass sie sogar deutlicher wahrgenommen werden als ohne. So nuanciert die Musik das Hörspiel, untermalt ironisch oder dramatisch und hilft durch die Verwendung von Leitmotiven bei der Orientierung.
Sein Nachlass befindet sich im Forschungsinstitut Brenner-Archiv.

## Auszeichnungen
- 1955: Karl-Sczuka-Preis für „Der Trojanische Krieg findet nicht statt“ von Jean Giraudoux
- 1961: Karl-Sczuka-Preis für „Ungeduld des Herzens“ von Stefan Zweig
- 1964: Hörspielpreis der Kriegsblinden für „Der Bussard über uns“ von Margarete Jehn
- 1974: Karl-Sczuka-Preis für „Die schreckliche Verwirrung des Giuseppe Verdi“ von Urs Widmer
- 1978: Hörspielpreis der Kriegsblinden für „Frühstücksgespräche in Miami“ von Reinhard Lettau
- 1980: Hörspielpreis der Kriegsblinden für „Moin Vaddr läbt“ von Walter Kempowski
- 1981: Prix Italia für „Intensivstation“ von Christoph Gahl
- 2011: Goldenes Ehrenzeichen für Verdienste um die Republik Österreich
- 2011: Billy Wilder Award der Filmakademie, Wien

## Werke

### Hörspielmusik (Auswahl)
- 1956: Berta Garlan
- 1958: Der gute Gott von Manhattan
- 1958: Alfred de Musset: Man spielt nicht mit der Liebe
- 1961: Malva
- 1961: Stefan Zweig: Ungeduld des Herzens
- 1963: Der Bussard über uns
- 1981: Der Geisterseher in den Katakomben
- 1981: Jud Süß
- 1983: Martin Luther & Thomas Münzer oder Die Einführung der Buchhaltung
- 1984: Angst auf der Haut
- 1986: Der Name der Rose
- 1988: Der Mann, der Hunde liebte
- 1989: William Shakespeare: Der Sturm
- 1989: Ripley Under Ground
- 1990: Ripley’s Game
- 1992: Ripley Under Water
- 1992: Der Herr der Ringe
- 1993: Tankred Dorst: Merlin oder das wüste Land – Regie: Walter Adler (Hörspiel – MDR)
- 1995: Sofies Welt
- 1995: Fräulein Smillas Gespür für Schnee
- 1995: Der Baron auf den Bäumen
- 1995: Margarethe Minde von Peter Huchel, MDR/DLR Kultur/NDr

### Filmmusik
- 1955: Unheimliche Begegnungen (TV)
- 1959: Geschlossene Gesellschaft (TV)
- 1961: Die Kassette (1961) (TV)
- 1962: Woyzeck (TV)
- 1962: Geisterkomödie (TV)
- 1962: Der 18. Geburtstag (TV)
- 1965: Die Chinesische Mauer (TV)
- 1966: Ein Haus aus lauter Liebe (TV)
- 1974: Der Scheingemahl (TV)
- 1976: Jakob der Letzte (TV)
- 1978: Das Einhorn
- 1979: Kassbach
- 1983: Die letzte Runde (Strawanzer)
- 1988: Land der Väter, Land der Söhne

### Weitere Werke
- Hotelsolo für eine Männerstimme nach dem Gedicht von Erich Kästner
- Violinmusik für zwei bis vier Geigen
- An eine ferne Geliebte
- Suite für Klavier
- Umschlagplatz für Klarinette, Tuba, Violine, Kontrabass und Schlagzeug